# 博戈罗茨科耶农村居民点 (沃洛格达州)
博戈罗茨科耶农村居民点（俄语：Богородское сельское поселение）是俄罗斯联邦沃洛格达州乌斯季库边斯科耶区所属的一个农村居民点。其下辖有66个居民点，行政中心为博戈罗茨科耶。据2015年统计，该农村居民点的人口为713人。